# Acacia pendula
Acacia pendula — вид квіткових рослин з родини бобових. Ареал: Австралія (Новий Південний Уельс, Квінсленд, Південна Австралія, Вікторія, Австралійська столична територія, Північна територія, Західна Австралія).

## Середовище
Росте в основному в заплавах річок на родючих алювіальних глинах (і на червоноземних ґрунтах на півдні), іноді домінує в лісистій місцевості та відкритому лісі.

## Біоморфологічна характеристика
Високе дерево до 12 метрів заввишки. Має жорстку тріщинисту сіру кору на стовбурі та кінцівках. Він має пониклі гілки з кутастими або сплощеними гілочками, які вкриті короткими тонкими волосками, але стають голими, коли дорослішають. Сіро-зелені вузькі філодії мають довжину від 4 до 14 см і ширину від 3 до 10 мм і мають вузькоеліптичну або дуже вузькоеліптичну або іноді вузько видовжену еліптичну форму, можуть бути прямими або зігнутими. Філодії мають багато поздовжніх нечітких жилок і підгостру верхівку. Цвіте влітку та восени з листопада по травень і дає жовті квітки. Суцвіття здебільшого розташовані групами від двох до п’яти на пазушній осі. Кулясті квіткові голови мають діаметр від 3 до 7 мм і містять від 10 до 20 яскраво-жовтих квіток. Зелені стручки від плоских і прямих до сильно вигнутих і стають коричневими. Стручки нерівномірно звужені між кожним насінням і мають 3–9 см в довжину і 10–20 мм.

## Використання
Його культивують у багатьох країнах і використовують як вуличне дерево або в багатьох інших ландшафтних місцях. Тверда, щільна зернистість, темний колір і важка деревина створюють чудовий захист від вітру і використовувалися для виготовлення бумерангів для мисливців-аборигенів. Масло зі свіжих надрізів не має приємного насиченого аромату фіалки, який жінки кладуть у свої ящики для одягу. Колір серцевини дерев від темно-шоколадно-коричневого до темно-ірисово-помаранчевого кольору привернув інтерес майстрів, які займаються обробкою деревини для виготовлення меблів.